# Marco Benefial
Marco Benefial (Roma, 25 aprile 1684 – Roma, 9 aprile 1764) è stato un pittore italiano.

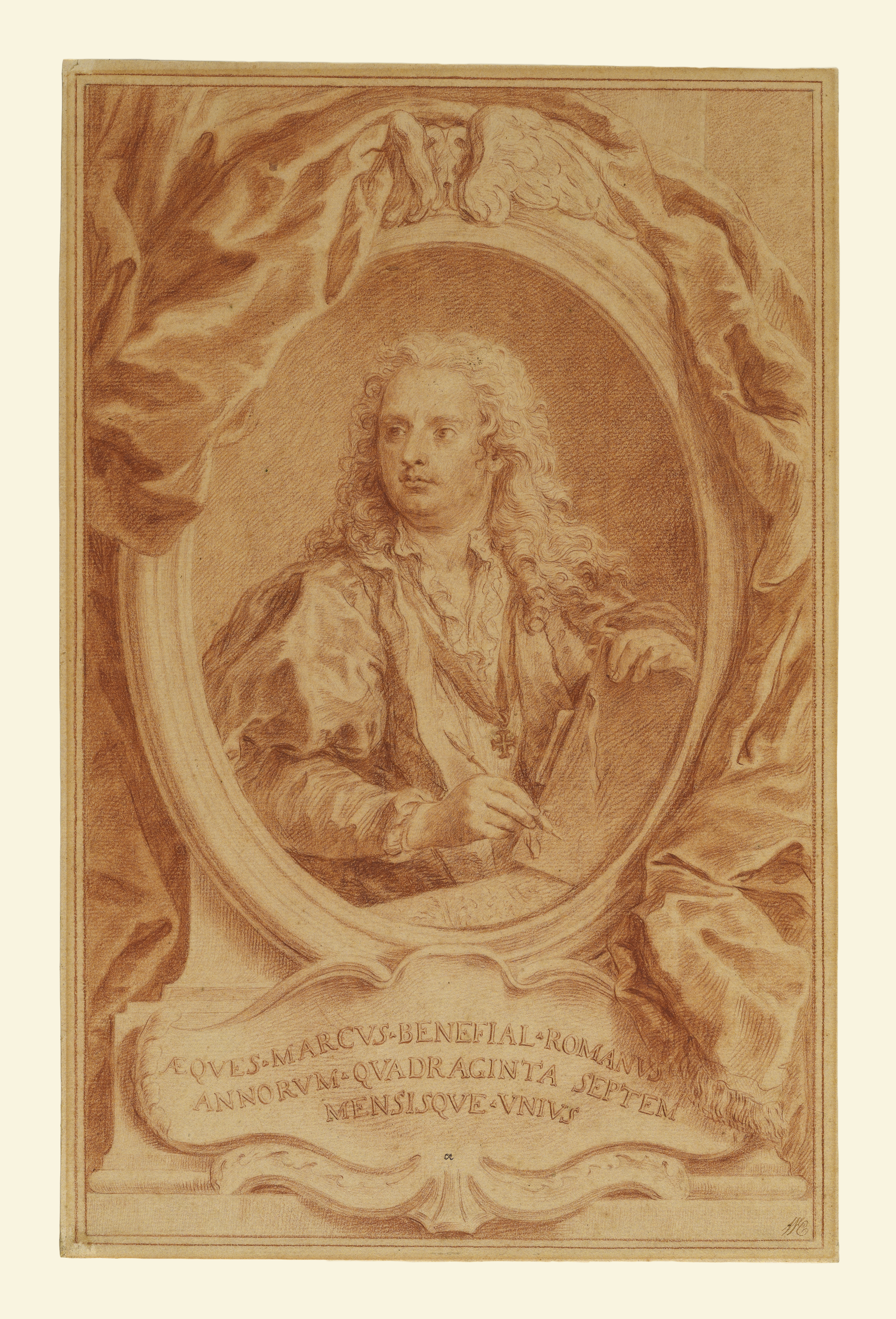
Autoritratto

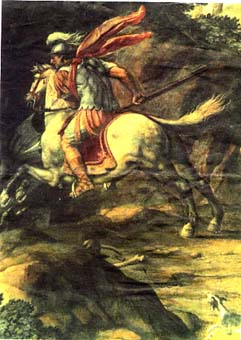
San Crescentio uccide il drago

L'opera dell'artista, che tende al recupero della tradizione classicista e protobarocca, dei bolognesi del Seicento: Ludovico Carracci e Guercino, si contrappone sia alla corrente, imperante a Roma, dei maratteschi, che alla coeva pittura Rococò. Le sue scelte non possono ridursi né ad operazioni di "neo-bolognesismo", né ad una tendenza precorritrice del Neoclassicismo, ma devono intendersi come ricerca di un nuovo, e più diretto contatto, con la realtà, sostenuto da un attento studio dell'anatomia e delle proporzioni. Posizioni che vennero mal tollerate dalla cultura accademica e condannando, quindi, l'artista a vivere ai margini dell'ufficialità, costretto ad accettare lavori per la provincia e a collaborare con pittori, di seconda fila, che gli procuravano lavori spesso spacciandoli per propri.

## Biografia
Nato da Francesco, un guascone di professione «velettaro» e da Maria Mattei, secondo il suo biografo e allievo Giovanni Battista Ponfredi (o Ponfreni), il pittore fu allievo di Bonaventura Lamberti, con cui collaborò alla realizzazione della cappella del Sacramento nella basilica di San Pietro. Non è pervenuta nessuna delle sue prime opere, ad eccezione di un disegno realizzato nel 1702 per un concorso all'Accademia di San Luca.
Nel 1703, una sua grande pala con Gloria di san Filippo Neri, oggi dispersa, non venne accettata dalla giuria dell'esposizione annuale di San Giuseppe, tenutasi, come ogni anno, il 19 marzo al Pantheon, con la scusa che era troppo ingombrante per il portico dell'edificio antico. Indignato, Benefial compì un gesto da moderno refusé esponendo il suo dipinto nella vetrina di uno speziale sulla stessa piazza.
Dal 1711 collaborò con Francesco Germisoni; a questo periodo risale la Visione di san Nicola, già in San Nicola dei Cesarini e successivamente trasferita nel convento carmelitano di Sant'Alberto.
Col decreto dell'Accademia di San Luca del 1715, in cui veniva impedito ai non accademici la possibilità di ottenere a Roma commissioni pubbliche senza un preventivo esame dell'accademia, Marco Benefial, nominatosi portavoce degli artisti ribelli, decise di sottoporre la disputa al giudizio del papa Clemente XI. Dopo la convocazione di Benefial e l'ascolto delle sue argomentazioni, venne incaricata una commissione prelatizia per pronunciarsi sulla controversia. Il verdetto conclusivo fu favorevole ai querelanti: il decreto venne abrogato, ma ciò comportò che Benefial e i suoi fiancheggiatori venissero inseriti in una lista di indesiderabili ai quali, per molti anni a venire, si impedì l'ingresso nel corpo accademico.
Del 1716 è il San Saturnino, per la chiesa dei Santi Giovanni e Paolo. Fin dal 1718 strinse un secondo sodalizio con il modesto Filippo Evangelisti, protetto del cardinale Pier Marcellino Corradini, durato fino al 1754; dello stesso anno fu la tela col Giona per San Giovanni in Laterano, una commissione pontificia che gli valse il titolo di cavaliere.
Tra il 1720-27 circa eseguì le Storie di san Lorenzo per il duomo di Viterbo, in parte perdute ma documentate dai bozzetti conservati nella locale Cassa di Risparmio; del 1721 è l’Addolorata con angeli che recano i simboli della Passione per il monastero di Santa Maria dei Sette Dolori. Di questo periodo sono anche le due lunette per Santa Maria delle Fornaci, con la Predica e la Decollazione del Battista. Tra il 1722 e il 1727 realizzò le quattro tele di soggetto cristologico nella collegiata del Crocifisso a Monreale, raffiguranti rispettivamente le Pie donne al sepolcro, la Deposizione, la Resurrezione, l'Ascensione, opere commissionate dall'arcivescovo Francesco del Giudice.
Tra il 1729-32 eseguì le due tele con le Storia di santa Margherita da Cortona, per la chiesa di Santa Maria in Aracoeli. Le due tele vennero commissionato dal cardinale Corradini, per la cappella Boccalupi, appena restaurata per celebrare la canonizzazione di Margherita, avvenuta il 16 maggio 1728, e promossa dal cardinale stesso. Esposte l'11 febbraio 1732 come opere di Filippo Evangelisti, i dipinti propongono Santa Margherita che ritrova il cadavere dell'amante (bozzetto conservato alla Galleria Barberini), con un nudo maschile in primo piano ricoperto pudicamente nella tela definitiva di frasche, e la Morte di santa Margherita , ambientato in un ambiente dimesso, con al centro le solide masse dei personaggi; in primo piano sulla sinistra una donna prostata e dai piedi gonfi.
Tra il 1733-36 eseguì l’Adorazione dei pastori già sull'altar maggiore della chiesa del Bambin Gesù, ora in un locale dell'annesso istituto. Del 1738 circa è il Battesimo di Cristo per Santa Maria della Quercia, del 1740 è la Madonna del Carmine che porge lo scapolare a san Simone Stock, inviata a Savignano. Nel 1741 eseguì il Miracolo di san Fiorenzo nella collegiata di Fiorenzuola d'Arda, nel 1743 affrescò le Sibille in palazzo Chigi-Zondadari a Siena e successivamente lavorò a palazzo Massimo ad Arsoli e nel Duomo di Città di Castello, nel cui abside realizza un complesso di affreschi con le Storie di san Florido "di singolare, incisiva brutalità di rappresentazione" (Liliana Barroero).
Accolto nel 1741 nell'Accademia di San Luca, partecipò a quasi tutte le riunioni del consiglio, ricoprendo svariati incarichi, tanto da essere candidato, nel 1754, alla carica di principe al posto di Giovanni Paolo Pannini. Il 27 luglio 1755, venne sospeso dall'insegnamento per «la poca proprietà usata nel parlare tanto delli altri Accademici, quanto dell'Accademia stessa» agli allievi del corso di nudo e, secondo una caricatura di Carlo Marchionni il provvedimento disciplinare era accorso «per il suo libbero parlare contro il Sig.re Agostino Masucci Pitt.re», ma anche contro Pompeo Batoni, Corrado Giaquinto e Sebastiano Conca. Il 16 novembre il verbale dell'Accademia registra la sospensione della pena a carico del Benefial, grazie all'intervento in suo favore del Pannini, su intercessione di Francesco Caccianiga.
Di questo periodo sono l'Assunta con i santi Terenzio e Mustiola del duomo di Pesaro e il San Matteo che battezza la regina d'Etiopia per la chiesa pisana di San Matteo. Del 1736 è la Morte della beata Giacinta Marescotti per la San Lorenzo in Lucina a Roma, di un patetico realismo; del 1746 la Famiglia Orsini, ora al Museo di Roma; del 1750 il Martirio di sant'Agnese per la chiesa della Santissima Trinità degli Spagnoli e del 1755 la Visione di sant'Antonio di Padova, per San Filippo a Macerata. Del 1756 è il Ritratto della famiglia Marefoschi, detto anche La famiglia del missionario.
Grande ritrattista, tra i suoi lavori si possono ricordare: Il Ritratto di Giacinta Ruspoli Marescotti Orsini e il Ritratto di Filippo Berualdo Orsini, entrambi conservati a Venezia, nella Fondazione Giorgio Cini; nel primo, sospesa tra realtà e finzione, la tela è interamente occupata dall'abito della donna, cadenzato da bordure di ermellino, la corona è simbolo del rango principesco del marito, ritratto in un sfarzoso abito di corte.
Suoi allievi furono - oltre al già citato Giovanni Battista Ponfredi - Giuseppe Duprà, Pietro Labruzzi, Mariano Rossi e Ermenegildo Costantini.